# ブランデンブルクの奇跡
ブランデンブルクの奇跡（ブランデンブルクのきせき）は、七年戦争においてプロイセン王国が存亡の危機に陥った時に、僥倖を得てその危機を脱した故事である。ブランデンブルクの奇跡と呼ばれる事柄は実は2つあり、有名なわりによく混同される。

## 奇跡の内容
1759年8月12日、フリードリヒ大王率いるプロイセン軍はクーネルスドルフの戦いで惨敗を喫した。オーストリアとロシアの連合軍によって2万近い将兵を失った大王はかろうじてオーデル川左岸の小村に逃れたものの、つき従う軍勢は3千に過ぎず、事態はもはや絶望的と思われた。大王はベルリンの留守を預かる大臣のカール・ヴィルヘルム・フィンク・フォン・フィンケンシュタインにあてて手紙を書いた。
大王はロシア軍とオーストリア軍が最終的な決着をつけるべく攻撃してくると考え、王位継承者に甥のフリードリヒ・ヴィルヘルムを、軍の最高指揮官に弟のハインリヒをそれぞれ指名し、部隊の指揮をフリードリヒ・アウグスト・フォン・フィンクに委ねると、自身は「生きて祖国の滅亡を見るつもりはない」姿勢を示した。
敵の攻撃を待つ数日の間に、敗走していた部隊が三々五々集結してきて大王は兵力を回復したが、予想された敵の攻撃はなかった。そのしばらくの間に大王も敗戦の精神的衝撃から立ち直り、「ひたすら国家のために」戦い抜くことをあらためて決意すると、ハインリヒに手紙を書いた。
こうして、プロイセンはひとつの危機を脱した。しかし戦争はまだまだ続き、大王はこの先も危ない綱渡りをしなければならなかった。

## 奇跡の理由
クーネルスドルフの勝利の後、ロシア軍の指揮官ピョートル・サルティコフは本国の女帝エリザヴェータに以下のように報告した。
実際、この戦いでは連合軍側も死傷者1万6千を出しており、その損害は大であった。また、この戦争において両国の間には少なからず衝突があり、ロシア軍ではオーストリア軍にいいように利用されているとの不満をもち、一方でオーストリア軍のほうでもロシア軍がいつ同盟を反故にしてプロイセンと結ぶかわからないという警戒があった。このようなことは両軍の共同作戦を困難なものとした。もう1つの同盟国であるフランスから派遣されていたモンタランベール侯はロシア軍の陣営を訪れた時の様子を以下のように報告した。
そして実際のところ両軍は「プロイセン王を怖がっているのだ」とも付け加えている。

## 奇跡の結果
8月22日、サルティコフとオーストリア軍の最高指揮官レオポルト・フォン・ダウンはグーベンで会見をもち、グーベン協定を結んだ。その内容は、両国が単独講和しないことを再確認するとともに、ロシアは東プロイセンを得、オーストリアはシュレージェンを回復することを互いに承認して、オーストリア軍のシュレージェン攻略を優先してベルリン攻撃はしないというものであった。これは、ロシアが勢力均衡の考えからプロイセンの滅亡を望まず、オーストリアはオーストリアで、ロシアがもし大王と交渉して東プロイセンの割譲を得るようなことがあったら、すぐにでも同盟を破棄してしまうだろうと考えていたことから導かれたものであった。しかし、このようなことはプロイセンと大王に立ち直りの時間を与えたようなものであった。 
シュレージェンのダウン軍はサルティコフ軍の南下に合わせて北上し、妨害するプロイセン軍を排除してシュレージェン占領に着手する計画であった。しかしハインリヒ軍がダウンをよく阻止したこともあって、ダウン軍は方針を変えてザクセンに転進してしまった。サルティコフはダウンの協定違反に怒り、もしくはそれを口実にしてシュレージェン進出を中止、ポーランドへ引き返した。大王は再編成した軍を指揮して南下するロシア軍の後を追うつもりだったが、ロシア軍のポーランドへの撤退を知ってこれを中止した。ブランデンブルクもシュレージェンも一息つくことができたが、しかし今度はザクセンが危機に陥ったため、大王は救援のためザクセンに向かった。

## もうひとつの奇跡
ブランデンブルクの奇跡と呼ばれるもうひとつの出来事は、ロシアの同盟離脱である。
1762年1月5日、エリザヴェータが死去すると、その後継者ピョートル3世はすぐに自国軍に戦闘中止を命じ、さらにはプロイセンとサンクトペテルブルク条約を結んでプロイセン側に立った。ピョートル3世が大王の崇拝者であったからである。エカチェリーナ2世のクーデターがあったためロシアが味方した時間はわずかだったが、ロシアが戦線離脱してくれただけでプロイセンには十分だった。また、エカチェリーナ2世も再びオーストリアと行動を共にすることは無く、オーストリアは度々の出兵で疲弊していたため外交革命を経てフランスと結び、ロシアとも同盟したのである。同年中にオーストリア軍はプロイセン軍によってザクセンからもシュレージェンからも叩き出されて、もはや戦争継続の能力を失った。
先に記したように、大王が奇跡と呼んだのは前者なのであるが、この2つの出来事はよく混同される。このような奇跡の経験は、ドイツ国民に、戦況劣勢でも耐えて状況の変化を待つことで形勢逆転の機会を得ることができるという信念を与えたとする論考もある。実際ヒトラーはそれを信じていたという。映画『ヒトラー 〜最期の12日間〜』の劇中においても、総統地下壕の一室でフリードリヒ大王の肖像画を見ながら物思いにふけるヒトラーの姿が描かれている。